# 维加诺圣马蒂诺
维加诺圣马蒂诺（義大利語：Vigano San Martino），是意大利贝加莫省的一个市镇。总面积3.65平方公里，人口1234人，人口密度338.1人/平方公里（2009年）。国家统计（ISTAT）代码为016236。